# Beaufortovo more
Beaufortovo more je dio Arktičkog oceana smješten sjeverno od Sjeverozapadnih teritorija, Yukona i Aljaske i zapadno od Kanadskih arktičkih otoka.
Sjeverozapadnu granicu mora čini linija koja povezuje Point Barrow na Aljaski, i otok princa Patricka.
Površina mora iznosi otprilike 450,000 km².
More je dobilo naziv po irskom znanstveniku Sir Francis Beaufortu.

## Vanjske poveznice
|  | Zajednički poslužitelj ima još gradiva o temi Beaufortovo more |